# Schtschedryk

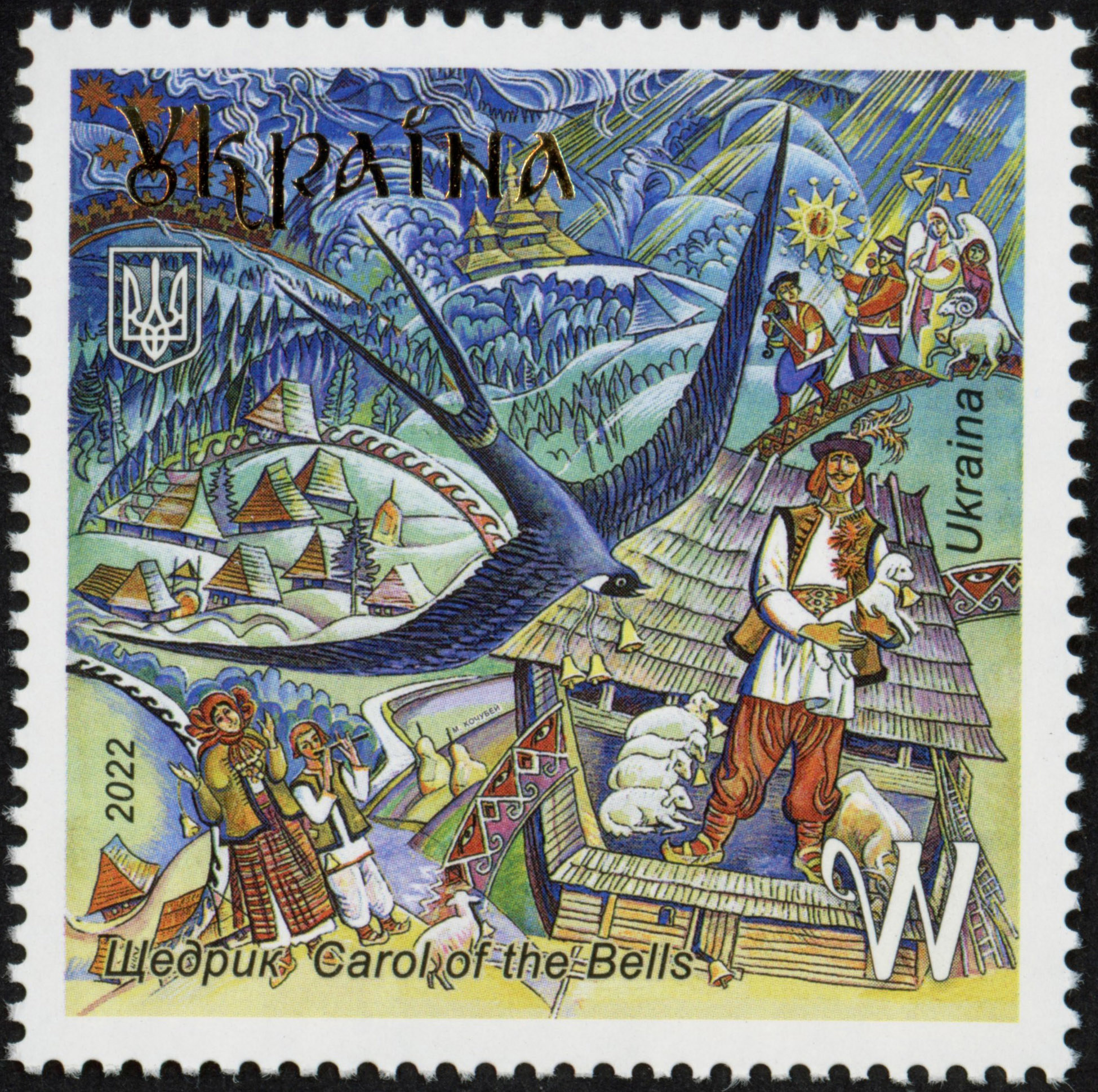
Ukrainische Briefmarke zu Schtschedryk und Carol of the Bells von 2022

Schtschedryk (ukrainisch Щедрик) ist ein ukrainisches Volkslied, das im anglo-amerikanischen Raum auch als Carol of the Bells bekannt ist.

## Geschichte
Schtschedryk (zu ukrainisch schtschedryj (щедрий) ‚großzügig‘) ist ein altes ukrainisches, ursprünglich heidnisches Volkslied mit einem kleinen wiederholenden Motiv im Umfang von einer kleinen Terz.

### Ursprüngliches Volkslied
Das Volkslied erzählt die Geschichte einer Schwalbe, die zu einem Landwirt fliegt und ihn ruft, damit er zu seiner Schafherde schaut, wo viele Lämmer geboren worden sind, das bedeutet, dass der Bauer jetzt wohlhabend ist. Dazu hat er eine schöne Ehefrau („mit schwarzen Augenbrauen“).
In der Ukraine wird dieses Lied zum Neujahrsfest nach altem Stil (nach dem julianischen Kalender am 31. Dezember) am 13. und 14. Januar (Schtschedryj Wetschir ‚großzügiger Abend‘) gesungen, daher ist das Lied eine „Schtschedriwka“ (щедрівка). Der 13. Januar heißt Schtschedryj Wetschir, weil an dem Tag alles auf dem Tisch stehen darf, auch Fisch und Fleisch; man darf auch scherzen. Der 13. Januar (31. Dezember nach julianischem Kalender) ist auch der Tag der Melanka, der 14. Januar (1. Januar nach Julianischem Kalender) der Tag des Heiligen Wassili (Basilius). An beiden Tagen wünschte man einander traditionell Gesundheit, Wohlstand und gute Ernte.
Junge Menschen zogen an diesen Tagen von Haus zu Haus, sangen die Schtschedriwki, erzählten fröhliche Geschichten, spielten Szenen und führten einen als Ziege verkleideten Menschen mit, was dem Haus und allen Bewohnern im neuen Jahr Glück, Gesundheit und Wohlstand bringen sollte. „Schtschedryj wetschir, dobryj wetschir, dobrym ludjam na zdorowja“ – „großzügiger Abend, guter Abend, guten Menschen viel Gesundheit“ – wurde den Gastgebern gewünscht, dafür bekamen die jungen Sänger von den Gastgebern etwas Gutes zu essen oder auch Geld als Dankeschön. Völkerkundlich gesehen erinnert die menschenähnliche Ziegengestalt an Pan, Faunus, die Habergeiß und sicherlich vor allem an das traditionelle Kurentovanje in Slowenien.
Vor der Christianisierung wurde bei den slawischen Völkern das Neujahrsfest im Frühling gefeiert, am Tag der Tagundnachtgleiche (ethnologisch vgl. Nouruz), weswegen in „Schtschedryk“ über eine Schwalbe und über die Geburt von Lämmern gesungen wird, also über typische Frühlingsereignisse. Dieser Bezug auf die Jahreszeiten lässt ein hohes Alter des Liedes „Schtschedryk“ vermuten.

### Originaler Text von Schtschedryk
| Original | Transkription | Übersetzung |
| --- | --- | --- |
| Ще́дрик, щедри́к, ще́дрівочка, При́летіла ла́стівочка, Ста́ла собі́ щеeбетати, Го́сподаря ви́кликати: Ви́йди, вийди́, го́сподарю, По́дивися на кошару́ — Там овечки́ покотили́сь, А ягнички́ народили́сь. В те́бе това́р весь хороши́й, Бу́деш мати́ мі́рку гроше́й, Хоч не гроші́, то полова́, В те́бе жінка́ чорноброва́. Ще́дрик, щедри́к, ще́дрівочка, При́летіла ла́стівочка. | Schtschedryk, schtschedryk, schtschedriwotschka, Pryletila lastiwotschka, Stala sobi schtschebetaty, Hospodarja wyklykaty: Wyjdy, wyjdy, hospodarju, Podywyssja na koscharu — Tam owetschky pokotylys, A jahnytschky narodylys. W tebe towar wes choroschyj, Budesch maty mirku hroschej, Chotsch ne hroschi, to polowa, W tebe schinka tschornobrowa. Schtschedryk, schtschedryk, schtschedriwotschka, Pryletila lastiwotschka. | Ein Ständchen, ein Ständchen, ein Ständchen, Eine kleine Schwalbe kam, Sie begann zu zwitschern, um den Meister zu rufen: Komm raus, komm raus, Herr, Sieh dir den Schafstall an. Die Schafe liegen dort unten, Und die Lämmer sind geboren. Du hast all die guten Sachen, Du wirst ein Maß an Geld haben, Und wenn nicht Geld, dann Spelzen, Du hast eine schöne Frau mit dunklen Augenbrauen, Ein Ständchen, ein Ständchen, ein kleines Ständchen, Eine kleine Schwalbe ist gekommen. |

### Bearbeitung von Mykola Leontowytsch
1916 wurde das Lied von Mykola Leontowytsch, einem ukrainischen Komponisten, Chordirigenten, Pädagogen und Sozialarbeiter, für vierstimmigen gemischten Chor bearbeitet.
Für diese Fassung existiert auch ein weihnachtlicher geistlicher Text „Ой на річці“, aufgeschrieben von einem Gesangslehrer aus Tultschyn im Dorf Palanka, Podillja 1916:
„Oj na ritschzi, na Jordani, tam Pretschysta ryzy prala, swoho Syna spowywala, w jaselzia ukladala, pryletily try Jangoly, wzjaly Susa na Nebesa, a Nebesa roztworylys´, wsi Swjatiji poklonylys´.“
„Oh, am Fluss Jordan hat die Heilige Maria (Reine Gottesgebärerin) Windeln gewaschen, ihren Sohn gewickelt, in das Kripplein gelegt, drei Engel sind geflogen und nahmen Jesum auf den Himmel, der Himmel wurde aufgerissen und alle Heiligen haben sich verbeugt.“

### Verbreitung und amerikanische Fassung
Nach der Konzertreise des ukrainischen Chores von Oleksandr Koschyz' (Олександр Кошиць) durch mehrere europäische Länder 1919 (Tschechoslowakei, Österreich, Schweiz, Frankreich, Belgien, Niederlande, Großbritannien, Deutschland, Polen, Spanien) und in die USA 1922 war Schtschedryk nicht nur in der Ukraine bekannt, sondern in der ganzen Welt.
Der US-amerikanische Komponist ukrainischer Abstammung Peter J. Wilhousky, der für den Rundfunksender NBC arbeitete, veröffentlichte das Stück 1936 unter dem Titel Carol of the Bells mit einem englischen Text, der allerdings nicht auf dem ukrainischen Original beruht. Es gehört heute zu den bekanntesten Weihnachtsliedern im englischsprachigen Raum. Die bekannteste Version stammt aus dem Film Kevin – Allein zu Haus.
Die ukrainische Heimatforscherin Forostjuk Inna Wadymiwna übertrug das englischsprachige Weihnachtslied wiederum zurück ins Ukrainische.
| Carol of Bells | Дзвінка колядка | Dswinka koljadka (Transkription) | Ein klingendes Weihnachtslied |
| --- | --- | --- | --- |
| | Nachdichtung | | |
| Hark how the bells, sweet silver bells, all seem to say, throw cares away Christmas is here, bringing good cheer, to young and old, meek and the bold, Ding dong ding dong that is their song with joyful ring all caroling One seems to hear words of good cheer from everywhere filling the air Oh how they pound, raising the sound, o’er hill and dale, telling their tale, Gaily they ring while people sing songs of good cheer, Christmas is here, Merry, merry, merry, merry Christmas, On on they send, on without end, their joyful tone to every home Ding dong ding dong! | Дзвоників дзвін Всім розповів: Радісний час, Свято у нас! Тут вже Різдво, Сміх принесло Для молодих І для старих. Дзинь-дзинь-дзилинь Чується дзвін. Коляднички Мов дзвіночки. З усіх усюд Кутю несуть, Віншують нас В Різдвяний час. Для всіх родин Лунає дзвін, Казку Різдва Розповіда. Дзвони і спів, Йдуть звідусіль. Різдво прийшло, Мир принесло. Хай до всіх прийде Різдво веселе! Свято іде. Хай принесе Різдвяний дзвін У кожен дім! Дзинь-дзинь-дзилинь | Dswonykiw dswin Wsim rospowiw: Radisnyj tschas, Swjato u nas! Tut wsche Risdwo, Smich pryneslo Dlja molodych I dlja starych. Dsyn-dsyn-dsylyn Tschujetsja dswin. Koljadnytschky Mow dswinotschky. S ussich ussjud Kutju nessut, Winschujut nas W Risdwjanyj tschas. Dlja wsich rodyn Lunaje dswin, Kasku Risdwa Rospowida. Dswony i spiw, Jdut swidussil. Risdwo pryjschlo, Myr pryneslo. Chaj do wsich pryjde Risdwo wessele! Swjato ide. Chaj prynesse Risdwjanyj dswin U koschen dim! Dsyn-dsyn-dsylyn | Die Glocken läuten Ich habe es allen gesagt: Es ist eine freudige Zeit, Es ist Weihnachtszeit Es ist Weihnachten hier, Es ist da, es ist da, es ist da Für die Jungen Und für die Alten Klingeling, Die Glocken läuten. Die Weihnachtslieder erklingen Wie Glocken Von überall her Sie bringen Kutja, sie bringen uns Freude Zur Weihnachtszeit. Für alle Familien Die Glocken läuten Die Geschichte von Weihnachten Und die Glocken läuten Die Glocken und der Gesang, die von überall her kommen Weihnachten ist gekommen, Es hat den Frieden gebracht Lasst es ein frohes Weihnachtsfest für alle sein! Fröhliche Weihnachten für alle! Der Feiertag ist gekommen Möge es bringen Weihnachtsglocken In jedes Haus! Klingeling |

## Chartplatzierungen

### Version von John Williams (Carol of the Bells)
| Periode   | Höchstplatzierung, GesamtwochenChartplatzierungen (Periode, Platzierungen, Wochen) | Höchstplatzierung, GesamtwochenChartplatzierungen (Periode, Platzierungen, Wochen) | Höchstplatzierung, GesamtwochenChartplatzierungen (Periode, Platzierungen, Wochen) | Höchstplatzierung, GesamtwochenChartplatzierungen (Periode, Platzierungen, Wochen) |
| Periode   | DE                                                                                 | AT                                                                                 | CH                                                                                 | UK                                                                                 |
| --------- | ---------------------------------------------------------------------------------- | ---------------------------------------------------------------------------------- | ---------------------------------------------------------------------------------- | ---------------------------------------------------------------------------------- |
| 2017/18   | —                                                                                  | —                                                                                  | —                                                                                  | UK97 (1 Wo.)UK                                                                     |
|           |                                                                                    |                                                                                    |                                                                                    |                                                                                    |
|           |                                                                                    |                                                                                    |                                                                                    |                                                                                    |
| 2019/20   | —                                                                                  | —                                                                                  | —                                                                                  | UK98 (1 Wo.)UK                                                                     |
|           |                                                                                    |                                                                                    |                                                                                    |                                                                                    |
|           |                                                                                    |                                                                                    |                                                                                    |                                                                                    |
| 2022/23   | —                                                                                  | —                                                                                  | CH87 (1 Wo.)CH                                                                     | —                                                                                  |
| 2023/24   | DE100 (1 Wo.)DE                                                                    | —                                                                                  | CH66 (1 Wo.)CH                                                                     | UK72 (2 Wo.)UK                                                                     |
| 2024/25   | DE68 (1 Wo.)DE                                                                     | AT50 (3 Wo.)AT                                                                     | CH38 (5 Wo.)CH                                                                     | UK37 (5 Wo.)UK                                                                     |
| Insgesamt | DE68 (2 Wo.)DE                                                                     | AT50 (3 Wo.)AT                                                                     | CH38 (7 Wo.)CH                                                                     | UK37 (9 Wo.)UK                                                                     |